# Federico da Montefeltro
Federico da Montefeltro, znan tudi kot Federico III da Montefeltro, kondotjer italijanske renesanse, mecen in gospodar Urbina, * 7. junij 1422, † 10. september 1482
Priznani intelektualni humanist in civilni vodja v Urbinu je poleg svojega brezhibnega slovesa borilnih veščin in časti z lastno ekipo pisarjev v svojem skriptoriju naročil gradnjo velike knjižnice, morda največje v Italiji po Vatikanu in je okoli sebe sestavil velik humanistični dvor v vojvodski palači Urbina, ki sta jo oblikovala Luciano Laurana in Francesco di Giorgio Martini.

## Življenjepis
Federico se je rodil v Castello di Petroia v Gubbiu kot nezakonski sin Guidantonio da Montefeltra, gospodarja Urbina, Gubbia in Castelduranteja (sodobna Urbania) in vojvoda Spoleta. Dve leti kasneje ga je papež Martin V. pozakonil s soglasjem Guidantonijeve žene Caterine Colonne, ki je bila Martinova nečakinja.
Po miru v Ferrari (glej Vojne v Lombardiji) leta 1433 je kot talec živel v Benetkah in Mantovi. Leta 1437 ga je cesar Sigismund povišal v viteza, istega leta pa se je poročil z Gentile Brancaleoni v Gubbiu.
Pri šestnajstih letih je začel pot kot condottiero pod vodstvom Niccola Piccinina. Leta 1441 se je odlikoval pri osvojitvi gradu St. Leo, ki naj bi ga imel Federico do konca življenja. Po odstopu Piccinina je odšel v Pesaro, da bi ga branil pred njegovim velikim sovražnikom v Markah, Sigismondom Pandolfom Malatesto, gospodarjem Riminija.
22. julija 1444 je bil njegov polbrat Oddantonio da Montefeltro, ki ga je papež Evgen IV.  nedavno imenoval za vojvodo Urbina, v zaroti umorjen: Federico, katerega verjetna udeležba v zapletu še ni bila ugotovljena, je nato zavzel mesto Urbino. Ker pa je bilo finančno stanje malega vojvodstva v neredu, je nadaljeval vojno kot kondotjer. Njegova prva condotta je bila za Francesca I. Sforzo s 300 vitezi: Federico je bil tudi eden redkih kondotierjev tistega časa, ki je imel sloves navdihujoče zvestobe med svojimi privrženci. Pri plačilu Sforza - se Federico ni nikoli boril zastonj - je Pesaro prenesel pod njihov nadzor in za 13.000 florinov za svoj delež prejel Fossombrone, kar je razjezilo Sigismonda Pandolfa Malatesto. Kljub Federicovim prizadevanjem je bila suverenost Sforze v Markah v naslednjih letih razdeljena. Ko je Sforza odšel v Lombardijo, je Sigismondo spodbudil nemir v Fossombroneju, vendar ga je Federico tri dni kasneje ponovno osvojil.
Po šestih letih službe v Firencah je Federica leta 1450 najel Sforza, zdaj milanski vojvoda. Vendar svojih nalog ni mogel opravljati, saj je med turnirjem izgubil desno oko. Malatesta je s poškodbo izkoristil položaj pri Sforzi, zato je Federico oktobra 1451 namesto tega sprejel predlog neapeljskega kralja Alfonsa V. Aragonskega, da bi se zanj boril proti Firencam. Po izgubi očesa je Federicu, ki mu niso bile neznane zarote in bil eden od voditeljev, ki je  Machiavellija navdihnil za pisanje Il Principe, kirurg odstranil kost iz nosu (ki je bil v incidentu poškodovan) in veko. To mu je v veliki meri izboljšalo vidno polje, postal je manj občutljiv za poskuse atentatov - in, kot je razvidno iz njegove uspešne kariere po tem, mu je povrnilo zasluge kot poveljnika na terenu.
Leta 1453 je neapeljsko vojsko prizadela malarija in Federico je sam tvegal, da bo izgubil zdravo oko. Lodijski mir v naslednjem letu mu je odvzel priložnosti, da bi pokazal svojo sposobnost vojaškega poveljnika. Leta 1458 smrt Alfonsa in njegovega ljubljenega nezakonskega sina Buonconteja ni pomagala dvigniti Federicovega razpoloženja. Njegova sreča si je opomogla, ko je Pij II., človek kulture, kakršen je bil on, postal papež in ga postavil za gonfaloniera ('nosilec zastave') Svete rimske cerkve. Po nekaj pomembnih podvigih v neapeljskem kraljestvu se je v Markah boril proti Malatesti in ga trdno premagal pri reki Cesano blizu Senigallie (1462). Naslednje leto je zajel Fano in Senigallijo ter zajel Sigismonda Pandolfa. Papež ga je postavil za vikarja osvojenih ozemelj.
Leta 1464 ga je novi papež Pavel II. poklical, naj potisne Angvilaro nazaj, od katerega je za papeški nadzor povrnil večji del severnega Lacija. Naslednje leto je zasedel Ceseno in Bertinoro v Romanji. Leta 1466 je umrl Francesco Sforza, Federico pa je pomagal mkegovemu sinu Galeazzu Sforzi v milanski vladi in poveljeval kampanji proti Bartolomeu Colleoniju. Leta 1467 je sodeloval v bitki pri Molineli. Leta 1469 ga je ob smrti Sigismonda Pandolfa Pavel poslal v Rimini; v strahu, da bi pretirana papeška moč na tem območju lahko ogrozila tudi njegovo domačo bazo Urbino, ga je, ko je vstopil v Rimini, Federico obdržal zase. Potem ko je 30. avgusta 1469 v veliki bitki premagal papeške sile, ga je odstopil Sigismondovemu sinu Robertu Malatesti.
Zadevo je rešila izvolitev papeža Siksta IV., ki je svojega najljubšega nečaka Giovannija Della Rovero poročil s Federicovo hčerko Giovanno in mu leta 1474 podelil naziv vojvoda Urbina; Malatesta se je poročil z njegovo drugo hčerko Elisabetto. Zdaj se je Federico boril proti svojim nekdanjim pokroviteljem Florentincem, ujetim pri papeževem poskusu, da bi zgradil državo za svojega nečaka Girolama Riarija. Leta 1478 je bil Federico vpleten v zaroto Pazzi, zaroto članov družine Pazzi in drugih, da bi družino Medici izrinili kot vladarje renesančnih Firenc.
Po smrti svoje ljubljene druge žene Battiste Sforze (hčerke Elisabette Malatesta in Alessandra Sforze), ki pa si po rojstvu sedmega otroka pri 25 letih ni več opomogla, je večino časa preživel v čudoviti palači v Urbinu. Vojvoda je izgubil zakonca, ki ga je opisal kot »veselje mojih javnih in zasebnih ur«; sodobnik, ki je govoril o njuni zvezi, ju je imenoval dve duši v enem telesu. Leta 1482 je bil poklican za poveljstvo vojske Ercoleja I. iz Ferrare v vojni proti Benetkam, vendar ga je prizadela vročina in septembra je umrl v Ferrari.
Federicov sin Guidobaldo je bil poročen z Elisabetto Gonzaga, briljantno in izobraženo hčerko Federica I. Gonzage, gospodarja Mantove. Z Guidobaldovo smrtjo leta 1508 je vojvodina Urbino prešla preko Giovanne k papeški družini Della Rovere - nečaka Guidobalda.

## Dosežki

### Pokrovitelj umetnosti
Federico z vzdevkom Luč Italije je mejnik v zgodovini italijanske renesanse zaradi svojih prispevkov k razsvetljeni kulturi. Pravičnost in stabilnost je svoji majhen državi naložil z načeli njegove humanistične izobrazbe; v svojem zasebnem skriptoriju je angažiral najboljše prepisovalce in urednike, da so ustvarili najobsežnejšo knjižnico zunaj Vatikana; podpiral je razvoj likovnih umetnikov, vključno z zgodnjim usposabljanjem mladega slikarja Rafaela. Bil je pokrovitelj pisatelja Cristofora Landina.
Federico si je naročil studiolo (majhno delovno sobo ali kabinet za premišljevanje) tako v svoji palači v Urbinu kot v palači v Gubbiu; obe slovita po svoji dekoraciji trompe l'oeil, izvedeni v intarzijah. Prva je še vedno na kraju samem, slednjo je sčasoma kupila in v celoti prepeljala v Metropolitanski muzej umetnosti.

### Vloga v družbi
Federico je skrbel za vojake, ki so bili ubiti ali ranjeni in zagotavljal na primer dote za svoje hčere. Pogosto se je neoborožen in brez nadzora sprehajal po ulicah Urbina, v trgovinah in delavnicah spraševal o počutju prebivalcev Urbina. Vsi 'državljani', opredeljeni izključno - tako kot v starodavni Grčiji - kot moški prebivalci Urbina, so bili po zakonu enaki, ne glede na rang. Njegovi akademski interesi so bili klasika, zlasti zgodovina in filozofija.
Vsi njegovi osebni in poklicni dosežki so bili financirani s plačanim vojskovanjem. Komentatorji vztrajajo pri njegovi zavzetosti za dobrobit njegovih vojakov in pojasnjujejo, zakaj so se mu moški izkazali zvesti in zakaj Federico tehnično nikoli ni izgubil vojne. Odlikovan je bil s skoraj vsako vojaško častjo. Edvard IV. Angleški ga je naredil za viteza Red podvezice; na portretu Pedra Berrugueteja nosi podvezico okoli levega kolena.